# Morgan Kneisky
Morgan Kneisky (ur. 31 sierpnia 1987 w Besançon) – francuski kolarz torowy i szosowy, wielokrotny medalista torowych mistrzostw świata.

## Kariera
Pierwszy sukces w karierze Morgan Kneisky osiągnął w 2009 roku, kiedy zdobył złoty medal w scratchu podczas torowych mistrzostw świata w Pruszkowie. W zawodach tych bezpośrednio wyprzedził Argentyńczyka Ángela Darío Collę i Austriaka Andreasa Müllera. Na rozgrywanych rok później mistrzostwach świata w Kopenhadze wspólnie z Christophe'em Riblonem wywalczył srebrny medal w madisonie. Kolejne dwa medale przywiózł z mistrzostw świata w Apeldoorn w 2011 roku. Najpierw był trzeci w scratchu za Kwok Ho Tingiem z Hongkongu i Włochem Elią Vivianim, a następnie zdobył brązowy medal w wyścigu punktowym, ulegając tylko Kolumbijczykowi Edwinowi Avili i Cameronowi Meyerowi z Australii. W 2013 roku wystąpił na mistrzostwach świata w Mińsku, gdzie razem z Vivienem Brisse zdobył złoty medal w madisonie. W tej samej konkurencji zwyciężył na mistrzostwach świata w Paryżu w 2015 roku, a podczas rozgrywanych rok później mistrzostw świata w Londynie był drugi.
Startuje także w wyścigach szosowych, ale bez większych sukcesów. Nie brał udziału w igrzyskach olimpijskich.